# Іванцев Денис-Лев Лук'янович
Дени́с-Лев Лук'я́нович Іва́нцев (5 березня 1910, Делева, тепер Івано-Франківський район, Івано-Франківської області — 13 червня 2003, Івано-Франківськ) — український художник.

## Життєпис
Народився 5 березня 1910 року в селі Делева на Станиславівщині (тепер Івано-Франківський район, Івано-Франківська область) у священичій родині пароха місцевої греко-католицької церкви.
Після закінчення гімназії в місті Тлумач (1929) навчався в Краківській Академії Мистецтв на відділі малярства (1930–1935 рр.) і Варшавському інституті практичних занять (1936–1937 рр.). Під час навчання в Кракові був одним із засновників і головою української мистецької групи «Зарево». Упродовж 1935–1939& років був членом «Асоціації незалежних українських митців» (АНУМ) у Львові. Постійно брав участь у виставках АНУМа. У 1938 році у Львові отримав 1-шу премію за картину «Хрещення України».
Війна змусила Дениса Іванцева переїхати разом з сім'єю до рідного села Делева, де проживали його батьки. Тут він аж до виходу на пенсію в 1970 році працює вчителем місцевої школи.
Більшу частину життя працював у рідному селі та Івано-Франківську.
Окрім педагогічної діяльності займається малярством, продовжує розробку теорії статизму.
Іванцев Денис-Лев Лук'янович помер 13 червня 2003. Похований на кладовищі «Дем'янів Лаз» в Івано-Франківську.

## Творчість
Одним із найкращих творів раннього періоду творчості Дениса Іванцева — друга половина 30-х років — стали картини абстрактно-філософського напряму «Прамати», «Гротеска», «Кристалізація думки» та інші. Саме вони заклали основу розробленої художником теорії статизму, згідно з якою площинна геометризована форма «спроможна замкнути цілі епохи, усі життєво творчі процеси, цілий необмежений космос». Розробкою теорії статизму він продовжує займатися і в наступні періоди своєї творчості.
Наприкінці 1930-х років — початку 1940-х років з'явився пейзажний живопис митця. Серед творів цього напряму найкращими є: «Зима в Татрах», «Зимовий пейзаж», «Провесна», «Міст», «Вулики», «Віз», «Рибалки на Дністрі» та інші. Все частіше на полотнах Д. Іванцева з'являється тема Дністра.
З 1941 року і до вибуху радянсько-німецької війни Денис Іванцев працює методистом в Станіславському обласному будинку народної творчості. Був одним з організаторів «Першої обласної виставки образотворчого мистецтва Станіславщини».
Іванцев пише полотна абстрактно-філософського напрямку: «Людина-машина», «Істина — нескінченність», «Кругообіг речовин у природі» та інші.
Монументальна спадщина Дениса Іванцева — олійні розписи в українських церквах у Галичині. Він доклав зусиль у живописне оздоблення церкви у рідному селі Делева, церков сіл Коропець, Стінка Тернопільської області, Вороблянич і Немирів Львівської області, храмів Івано-Франківська.
Денис Іванцев, який з 1970 року мешкав в Івано-Франківську, — автор декількох сотень високохудожніх творів. За своє життя він брав участь у численних представницьких виставках у Кракові, Відні, Львові, Івано-Франківську. Частина його художніх творів знаходиться в Івано-Франківському обласному музеї образотворчого мистецтва, у Львівському національному музеї. Більшість його картин перебуває у колекції його великої родини, яка проживає в Івано-Франківську, в колекціях в Україні, США, Канаді, Англії.
Феномен творчості Дениса Іванцева — в багатстві тематики ідей, образів і засобів, які сукупно творять цілісний індивідуальний стиль. «Мистецтво — це саме життя, це правда, це добро. Цьому ідеалові я відданий серцем, душею і думками. Я молився і працював — це дуже просто і дуже тяжко. Мої мрії сповнилися, і я щасливий тим, що на схилі моїх літ живу в соборній самостійній Україні» — ці слова із автобіографії Дениса Іванцева.
У 1992 році за вагомий внесок у розвиток світової культури Міжнародний біографічний центр (Кембридж, Англія) визнав Дениса Іванцева людиною року.

## Сім'я
Син: Іванцев Ігор Денисович, кандидат історичних наук, професор.